# Lago Lindeman
El lago Lindeman es un pequeño lago en el Parque Provincial del Lago Chilliwack, Columbia Británica, Canadá.  Situado al final del sendero de Chilkoot, es un popular destino de senderismo. En este lago habita una gran variedad de peces, como la trucha de arroyo, la trucha degollada o la trucha arco iris. El lago se encuentra conduciendo 40,5 km desde Vedder Crossing por la carretera del lago Chilliwack.
Los árboles próximos a lo que fue el antiguo Camp Lindeman que rodean la orilla del lago Lindeman, así como los de las inmediaciones, contrastan con los del resto del paisaje por ser actualmente pinos y abetos de pequeño porte fruto de la deforestación producida durante el breve periodo de tiempo en que se produjo la estampida del oro del Yukón a finales del siglo XIX. Los bosques observados en Lindeman son la regeneración de los bosques talados por los buscadores de oro que, tan pronto como llegaron, desaparecieron en menos de dos años.

## El lago durante la fiebre del oro

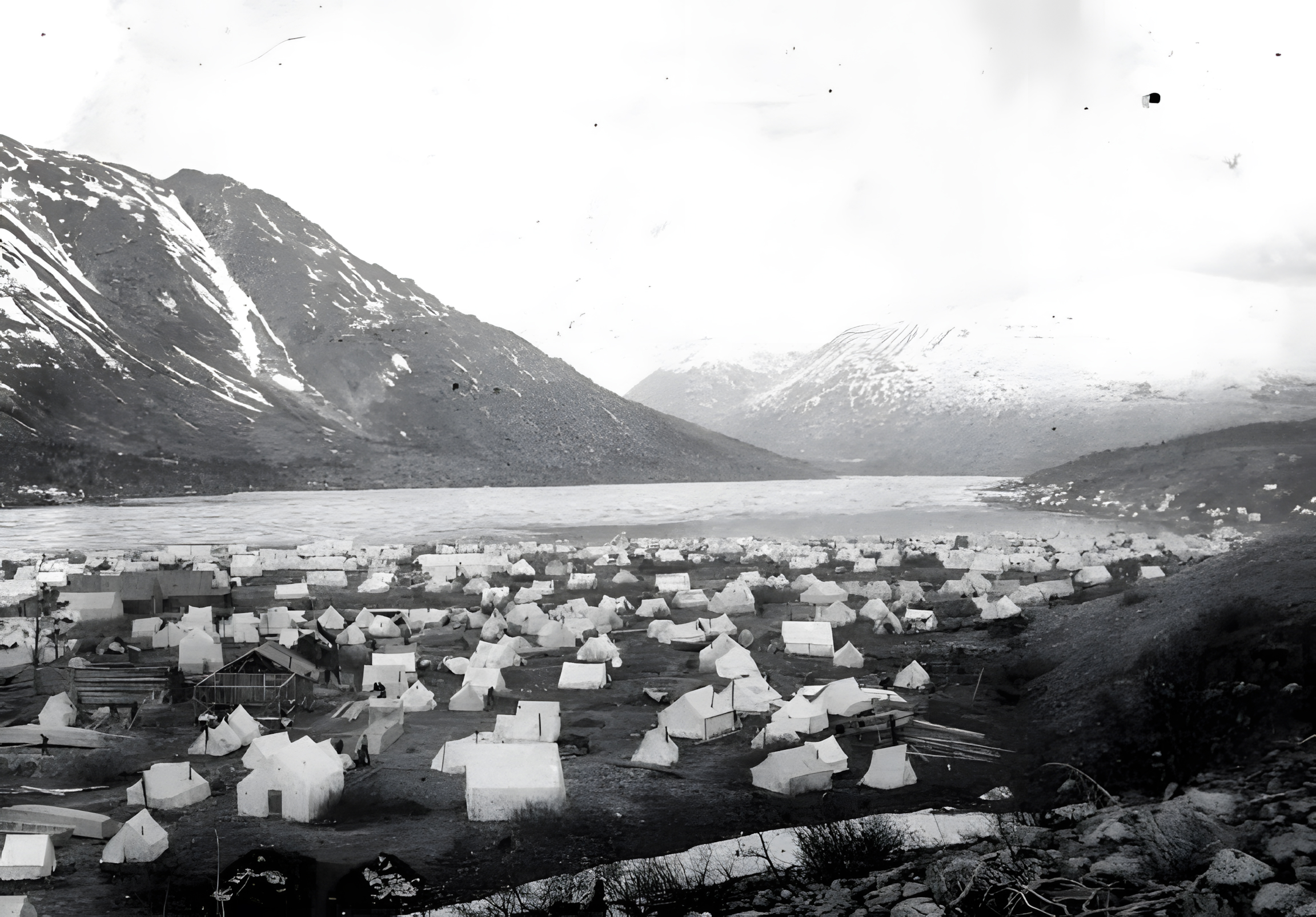
Campamento temporal de stampeders en la orilla del lago Lindeman que muestra la construcción de barcos. Los buscadores de oro acamparon a lo largo de las orillas del lago Lindeman y el lago Bennett durante el invierno de 1897-1898. La multitud tuvo que esperar a que se rompiera el hielo del río antes de poder navegar por el Yukón hacia Dawson.

Durante la fiebre del oro del Klondike los buscadores de oro que, tras la ardua caminata acarreando hasta mil kilos de provisiones a través del paso de Chilkoot habían conseguido alcanzar los lagos Lindeman y Bennet, iniciaban aquí un nuevo desafío.
Desde este punto debían construir o encargar la construcción de una balsa o pequeña embarcación con la que descender el río Yukón hasta Dawson City. Esta navegación implicaba enfrentar numerosos rápidos y otros peligros que resultaron fatales para muchos.
La estampida provocada por la fiebre del oro congregó en las orillas de estos lagos a miles de personas ansiosas por llegar a Dawson City antes de que el invierno se lo impidiera, y poder así optar a las mejores concesiones en las que buscar el preciado mineral. Fotografías de la época muestran grandes campamentos compuestos por numerosas tiendas de lona blanca y amplios espacios deforestados debido a la imparable necesidad de madera para construir las frágiles balsas.
El escritor Javier Reverte describe estos momentos en su libro El río de la luz, señalando que en septiembre de 1897 más de veintidós mil personas habían cruzado el paso del Chilkoot y el paso White, llegando a las orillas meridionales del lago Bennet y convirtiendo el lugar en una improvisada ciudad de blancas tiendas de campaña. Inmediatamente comenzaron a talar los árboles alrededor del lago para construir balsas, canoas y barcas de vela con las que descender el río. Corrían contra el tiempo, luchando contra los hielos del invierno que cerrarían el paso hasta el Klondike. 
En 1897, los buscadores de oro que zarpaban desde Bennet en sus recién construidas embarcaciones podían disfrutar de un plácido inicio de la navegación al atravesar los 36 kilómetros del lago Bennet hasta Carcross. Sin embargo, las dificultades continuarían al llegar al Miles Canyon y alcanzar los rápidos de Whitehorse. 
Actualmente, este recorrido se realiza por tierra, aprovechando el ferrocarril que desde 1899 comunica Skagway con Carcross a través del paso White.